# 피아트라네암츠

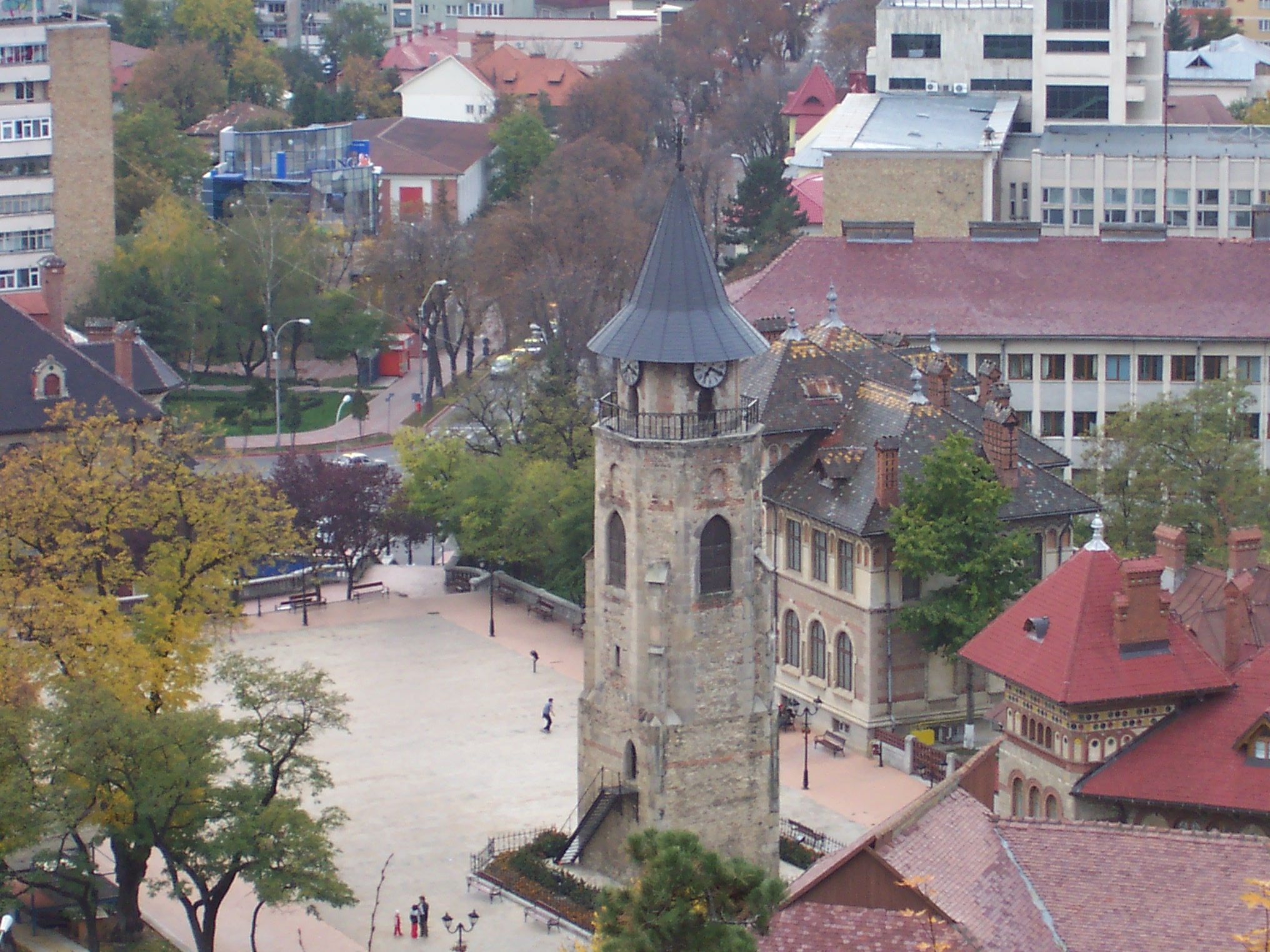
피아트라네암츠

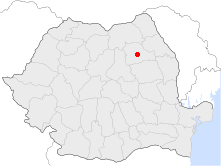
피아트라네암츠의 위치

피아트라네암츠(루마니아어: Piatra Neamț, 독일어: Kreuzburg an der Bistritz 크로이츠부르크안데어비스트리츠[*], 헝가리어: Karácsonkő 커라촌쾨[*])는 루마니아 동부와 몰다비아 지방에 위치한 도시로 네암츠 주의 주도이며 면적은 77.4km2, 인구는 104,914명(2002년 기준), 인구 밀도는 1,354명/km2이다.

## 이름
루마니아어로 "바위"라는 뜻을 가진 "피아트라"(piatra)는 역사적으로 도시 이름의 일부로 여겨졌다. "피아트라루이크러치운"(Piatra lui Crăciun, "크리스마스의 바위"라는 뜻), "트르구피아트라"(Târgu Piatra, 중세 시대 이름으로 "바위 시장"이라는 뜻)라고 부르기도 했고 간단히 줄여서 "피아트라"(Piatra)라고 부르기도 했다. 현재의 이름은 다른 주에 있는 동명의 도시와 구분하기 위해 "네암츠"(Neamţ, "독일의"라는 뜻)를 덧붙인 이름이다.

## 인구
| 연도              | 인구    | ±%     |
| ----------------- | ------- | ------ |
| 1912              | 18,965  | —      |
| 1930              | 29,827  | +57.3% |
| 1948              | 26,303  | −11.8% |
| 1956              | 32,648  | +24.1% |
| 1966              | 45,852  | +40.4% |
| 1977              | 77,812  | +69.7% |
| 1992              | 123,360 | +58.5% |
| 2002              | 104,914 | −15.0% |
| 2011              | 85,055  | −18.9% |
| 출처: Census data |         |        |